# جون ريتشي (لاعب كرة قدم)
جون ريتشي (بالإنجليزية: John Ritchie)‏ هو لاعب كرة قدم بريطاني في مركز الهجوم، ولد في 12 يوليو 1941 في ستوك أون ترينت في المملكة المتحدة، وتوفي في 23 فبراير 2010. لعب مع ستوك سيتي وشيفيلد وينزداي ونادي كيترينغ تاون.